# Neil Tennant
Neil Francis Tennant (North Shields, 1954. július 10. –) angol énekes, zenész, dalszerző, korábbi újságíró, a Pet Shop Boys együttes énekese és frontembere. Már a 80-as évek óta alkot az együttes másik tagjával, Chris Lowe-val, ez idő alatt 13 nagylemezük jelent meg, és 50-nél is több kislemezük, amelyek szinte egytől egyig sikeresek lettek. 1994 óta nyíltan vállalja homoszexualitását.

## Élete
A Newcastle upon Tyne-hoz közeli North Shields-ben született William W. Tennant és Sheila M. Watson gyermekeként. Három testvére van. Gyerekként a St. Cuthbert's Grammar School katolikus fiúiskolába járt. Iskolás évei alatt megtanult gitáron és csellón játszani, valamint folkzenét is játszott és színházi darabokban is szerepelt.
1975-ben diplomázott a North London Polytechnic történelem szakán, majd két évig a Marvel képregénymagazinjainak londoni szerkesztőjeként dolgozott, ő anglicizált számos képregényt a brit olvasóközönségnek, valamint interjúkat is készített a magazin számára. 1977-ben a Macdonald Educational Publishing kiadóhoz került, ahol többek között főzéssel és gitározással kapcsolatos cikkeket is írt. 1981-ben találkozott először Chris Lowe-vel, akivel később megalapította a Pet Shop Boys-t. Miután felfedezték közös érdeklődésüket a dance és elektronikus zene irányában, elkezdtek demofelvételeket készíteni, előbb Tennant lakásán, majd egy kis Camden Town-i stúdióban. Itt vették fel a "Pet Shop Boys" nevet, amelyet néhány barátjuktól vettek át, akik kisállatkereskedésben dolgoztak.
1982-ben Tennant a Smash Hits ifjúsági popmagazin szerkesztője lett. Ennél a magazinnál sikerült interjút készítenie a The Police együttessel, azon belül is annak frontemberével, Stinggel. Tennant itt találkozott Bobby Orlando producerrel, akire ő és Lowe is felnéztek. Tennant megemlítette Orlandonak, hogy szabadidejükben dalokat írnak, és meg is mutatott neki pár demót, Orlando pedig beleegyezett, hogy később felvehetnek Lowe-vel néhány dalt. Végül Orlando lett a Pet Shop Boys első (és meglehetősen sikeres) kislemezének, a "West End Girls"-nek a producere 1983-ban.
Innentől az újdonsült együttes pályája meredeken ívelt fölfelé, 1984-re már 11 kislemezt vettek fel Orlandoval, amelyek a "West End Girls", "Opportunities (Let's Make Lots of Money)", "It's A Sin", "I Want A Lover", "I Get Excited", "Two Divided By Zero", "Rent", "Later Tonight", "Pet Shop Boys", "A Man Could Get Arrested" és "One More Chance" címeket viselték. 1985-ben az együttes szakított Orlandoval, és a Parlophone kiadóhoz szerződtek. Tennant otthagyta az újságírást, hogy minden idejét a zenélésnek szentelhesse. Az együttes első nagylemeze Please címmel jelent meg 1986 márciusában. Innentől a Pet Shop Boys bekerült a világ zenei életének élvonalába, 13 nagylemezük és több mint félszáz kislemezük jelent meg, sok közülük arany vagy platina minősítést kapott. Az együttes a mai napig aktív.

## Magánélete
Tennant 1994-ben, az Attitude magazinnak adott interjújában vállalta fel nyíltan homoszexualitását. Támogatója Elton John AIDS-ellenes programjának, az "Elton John AIDS Foundation"-nek. Van lakása Londonban és egy vidéki háza Durhamben.
1994-ben a Brit Munkáspártot az egyik legtöbb pénzzel támogató magánszemély volt.